# 샬롬 (신문)
샬롬(Şalom)은 터키의 유대 신문이다. 샬롬은 히브리어로 평화라는 뜻이다. (샬롬) 이스탄불에 본사가 있다. 1947년 10월 29일 터키계 유대인 저널리스트 아브람 레욘이 창간하였다.